# Olympische Sommerspiele 1972/Radsport
Bei den XX. Olympischen Sommerspielen 1972 in München fanden vom 29. August bis 7. September 1972 sieben Wettkämpfe im Radsport statt. Austragungsort der Wettbewerbe im Bahnradsport war das Münchner Olympia-Radstadion.

## Bilanz

### Medaillenspiegel
| Platz  | Land           | Gold | Silber | Bronze | Gesamt |
| ------ | -------------- | ---- | ------ | ------ | ------ |
| 1      | Sowjetunion    | 2    | –      | 1      | 3      |
| 2      | BR Deutschland | 1    | –      | 1      | 2      |
| 3      | Niederlande    | 1    | –      | –      | 1      |
| 3      | Frankreich     | 1    | –      | –      | 1      |
| 3      | Dänemark       | 1    | –      | –      | 1      |
| 3      | Norwegen       | 1    | –      | –      | 1      |
| 7      | Australien     | –    | 3      | –      | 3      |
| 8      | DDR            | –    | 2      | 1      | 3      |
| 9      | Polen          | –    | 1      | 1      | 2      |
| 10     | Schweiz        | –    | 1      | –      | 1      |
| 11     | Großbritannien | –    | –      | 1      | 1      |
| Gesamt | Gesamt         | 7    | 7      | 7      | 21     |

### Medaillengewinner
Männer
| Disziplin                      | Gold                                                                                               | Silber                                                            | Bronze                                                               |
| ------------------------------ | -------------------------------------------------------------------------------------------------- | ----------------------------------------------------------------- | -------------------------------------------------------------------- |
| Straßenradsport                | |                                                                   |                                                                      |
| Straßenrennen (182,4 km)       | Hennie Kuiper (NED)                                                                                | Clyde Sefton (AUS)                                                | vakant                                                               |
| Mannschaftszeitfahren (100 km) | SowjetunionBoris Schuchow Waleri Jardy Gennadi Komnatow Waleri Lichatschow                         | PolenLucjan Lis Edward Barcik Stanisław Szozda Ryszard Szurkowski | vakant                                                               |
| Bahnradsport                   | |                                                                   |                                                                      |
| Sprint                         | Daniel Morelon (FRA)                                                                               | John Nicholson (AUS)                                              | Omar Pchakadse (URS)                                                 |
| 1000 m Zeitfahren              | Niels Fredborg (DEN)                                                                               | Danny Clark (AUS)                                                 | Jürgen Schütze (GDR)                                                 |
| Tandem                         | Wladimir Semenez / Igor Zelowalnikow (URS)                                                         | Jürgen Geschke / Werner Otto (GDR)                                | Andrzej Bek / Benedykt Kocot (POL)                                   |
| 4000 m Einerverfolgung         | Knut Knudsen (NOR)                                                                                 | Xaver Kurmann (SUI)                                               | Hans Lutz (FRG)                                                      |
| 4000 m Mannschaftsverfolgung   | BR DeutschlandJürgen Colombo Günter Haritz Udo Hempel Günther Schumacher Peter Vonhof (Halbfinale) | DDRThomas Huschke Heinz Richter Herbert Richter Uwe Unterwalder   | GroßbritannienMichael Bennett Ian Hallam Ronald Keeble William Moore |

## Wettbewerbe und Zeitplan

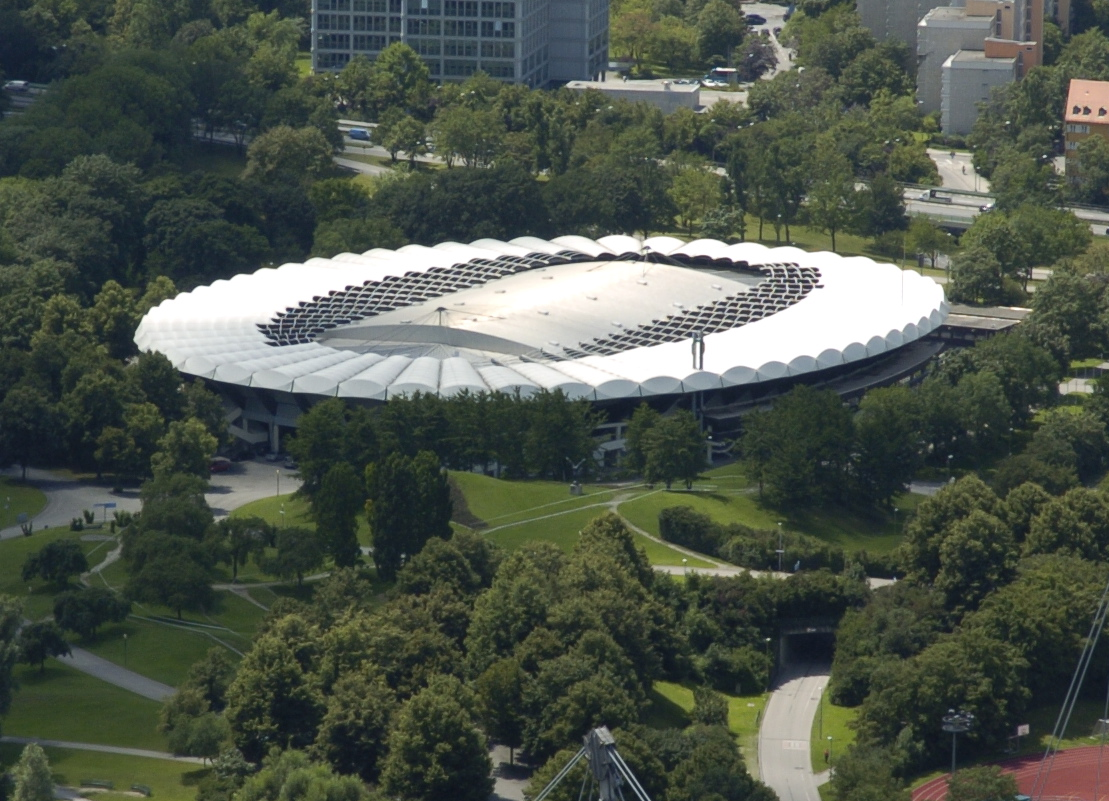
Olympia-Radstadion – Austragungsort der Wettbewerbe im Bahnradsport

| 000 | Qualifikation |  | Finale |

| Wettbewerbe und Zeitplan Straßenradsport | Wettbewerbe und Zeitplan Straßenradsport | Wettbewerbe und Zeitplan Straßenradsport | Wettbewerbe und Zeitplan Straßenradsport | Wettbewerbe und Zeitplan Straßenradsport | Wettbewerbe und Zeitplan Straßenradsport | Wettbewerbe und Zeitplan Straßenradsport | Wettbewerbe und Zeitplan Straßenradsport | Wettbewerbe und Zeitplan Straßenradsport | Wettbewerbe und Zeitplan Straßenradsport | Wettbewerbe und Zeitplan Straßenradsport |
| Wettbewerbe                              | August / September                       | August / September                       | August / September                       | August / September                       | August / September                       | August / September                       | August / September                       | August / September                       | August / September                       | August / September                       |
| Wettbewerbe                              | 29.                                      | 30.                                      | 31.                                      | 01.                                      | 02.                                      | 03.                                      | 04.                                      | 05.                                      | 06.                                      | 07.                                      |
| ---------------------------------------- | ---------------------------------------- | ---------------------------------------- | ---------------------------------------- | ---------------------------------------- | ---------------------------------------- | ---------------------------------------- | ---------------------------------------- | ---------------------------------------- | ---------------------------------------- | ---------------------------------------- |
| Straßenrennen (182,4 km)                 |                                          |                                          |                                          |                                          |                                          |                                          |                                          |                                          |                                          |                                          |
| Mannschaftszeitfahren (100 km)           |                                          |                                          |                                          |                                          |                                          |                                          |                                          |                                          |                                          |                                          |
| Wettbewerbe und Zeitplan Bahnradsport    |                                          |                                          |                                          |                                          |                                          |                                          |                                          |                                          |                                          |                                          |
| Wettbewerbe                              | August / September                       | August / September                       | August / September                       | August / September                       | August / September                       | August / September                       | August / September                       | August / September                       | August / September                       | August / September                       |
| Wettbewerbe                              | 29.                                      | 30.                                      | 31.                                      | 01.                                      | 02.                                      | 03.                                      | 04.                                      | 05.                                      | 06.                                      | 07.                                      |
| Sprint                                   |                                          |                                          |                                          |                                          |                                          |                                          |                                          |                                          |                                          |                                          |
| 1000 m Zeitfahren                        |                                          |                                          |                                          |                                          |                                          |                                          |                                          |                                          |                                          |                                          |
| Tandem                                   |                                          |                                          |                                          |                                          |                                          |                                          |                                          |                                          |                                          |                                          |
| 4000 m Einerverfolgung                   |                                          |                                          |                                          |                                          |                                          |                                          |                                          |                                          |                                          |                                          |
| 4000 m Mannschaftsverfolgung             |                                          |                                          |                                          |                                          |                                          |                                          |                                          |                                          |                                          |                                          |

## Straße

### Straßenrennen (182,4 km)
| Platz | Land | Athlet          | Zeit (h) |
| ----- | ---- | --------------- | -------- |
| 1     | NED  | Hennie Kuiper   | 4:14:37  |
| 2     | AUS  | Clyde Sefton    | 4:15:04  |
| 3     | ESP  | Jaime Huélamo   | DSQ      |
| 4     | NZL  | Bruce Biddle    | 4:15:04  |
| 5     | GBR  | Philip Bayton   | 4:15:07  |
| 6     | GBR  | Philip Edwards  | 4:15:13  |
| 7     | FRG  | Wilfried Trott  | 4:15:13  |
| 8     | ITA  | Francesco Moser | 4:15:13  |

Teilnehmer: 163 Radsportler aus 48 Ländern
Finale am 7. September
Der drittplatzierte Jaime Huélamo aus Spanien wurde des Dopings überführt und seine Medaille aberkannt. Damit blieb der dritte Platz unbesetzt.

### Mannschaftszeitfahren (100 km)
| Platz | Land | Athleten                                                        | Zeit (h)    |
| ----- | ---- | --------------------------------------------------------------- | ----------- |
| 1     | URS  | Boris Schuchow Waleri Jardy Gennadi Komnatow Waleri Lichatschow | 2:11:17,8   |
| 2     | POL  | Lucjan Lis Edward Barcik Stanisław Szozda Ryszard Szurkowski    | 2:11:47,5   |
| 3     | NED  | Fedor den Hertog Hennie Kuiper Cees Priem Aad van den Hoek      | 2:12:27,1 h |
| 4     | BEL  | Ludo Delcroix Gustaaf Hermans Gustaaf Van Cauter Louis Verreydt | 2:12:36,7   |
| 5     | NOR  | Thorleif Andresen Arve Haugen Knut Knudsen Magne Orre           | 2:13:20,7   |
| 6     | SWE  | Lennart Fagerlund Tord Filipsson Leif Hansson Sven-Åke Nilsson  | 2:13:36,9   |
| 7     | HUN  | Tibor Debreceni Imre Géra József Peterman András Takács         | 2:14:18,8   |
| 8     | SUI  | Gilbert Bischoff Bruno Hubschmid Roland Schär Ueli Sutter       | 2:14:33,6   |

Teilnehmer: 35 Mannschaften
Finale am 29. August
Die drittplatzierten Niederländer (den Hertog, Kuiper, Priem und van den Hoek) wurden disqualifiziert und ihre Medaillen aberkannt, da Aad van den Hoek gedopt gewesen war. Damit blieb der dritte Platz unbesetzt.

## Bahn

### Sprint
| Platz | Land | Athlet          |
| ----- | ---- | --------------- |
| 1     | FRA  | Daniel Morelon  |
| 2     | AUS  | John Nicholson  |
| 3     | URS  | Omar Pchakadse  |
| 4     | NED  | Klaas Balk      |
| 5     | NED  | Peter van Doorn |
| 5     | DEN  | Niels Fredborg  |
| 5     | ITA  | Massimo Marino  |
| 5     | GDR  | Jürgen Geschke  |

Teilnehmer: 51 Sprinter aus 30 Ländern
Finale am 2. September
|  | Viertelfinale | Viertelfinale |              |              | Halbfinale       | Halbfinale |  |  | Finale | Finale |
|  |               |               |              |              |                  |            |  |  |        |        |
|  | 2. September  |               |              |              |                  |            |  |  |        |        |
|  | Morelon       | 2             |              |              |                  |            |  |  |        |        |
|  | Morelon       | 2             | 2. September |              |                  |            |  |  |        |        |
|  | van Doorn     | 0             |              |              |                  |            |  |  |        |        |
|  | van Doorn     | 0             | Morelon      | 2            |                  |            |  |  |        |        |
|  |               |               | Morelon      | 2            |                  |            |  |  |        |        |
|  |               | Balk          | 0            |              |                  |            |  |  |        |        |
|  | Geschke       | Balk          | 0            | 1            |                  |            |  |  |        |        |
|  | Geschke       |               |              | 1            |                  |            |  |  |        |        |
|  | Balk          | 2             |              | 2. September | 2. September     |            |  |  |        |        |
|  |               |               | Morelon      | 2            |                  |            |  |  |        |        |
|  |               |               |              | Nicholson    | 0                |            |  |  |        |        |
|  | Nicholson     | 2             |              |              |                  |            |  |  |        |        |
|  | Fredborg      | 0             |              |              |                  |            |  |  |        |        |
|  | Fredborg      | 0             | Nicholson    | 2            |                  |            |  |  |        |        |
|  |               |               | Nicholson    | 2            | Spiel um Platz 3 |            |  |  |        |        |
|  |               | Pchakadse     | 0            |              |                  |            |  |  |        |        |
|  | Pchakadse     | Pchakadse     | 0            | 2            | Balk             | 1          |  |  |        |        |
|  | Pchakadse     |               |              | 2            | Balk             | 1          |  |  |        |        |
|  | Marino        | 1             |              | Pchakadse    | 2                |            |  |  |        |        |
|  | Marino        | 1             |              |              | 2                |            |  |  |        |        |
|  |               |               |              |              |                  |            |  |  |        |        |

### 1000 m Zeitfahren
| Platz | Land | Athlet             | Zeit (min) |
| ----- | ---- | ------------------ | ---------- |
| 1     | DEN  | Niels Fredborg     | 1:06,44    |
| 2     | AUS  | Danny Clark        | 1:06,87    |
| 3     | GDR  | Jürgen Schütze     | 1:07,02    |
| 4     | FRG  | Karl Köther        | 1:07,21    |
| 5     | POL  | Janusz Kierzkowski | 1:07,22    |
| 6     | BUL  | Dimo Angelow       | 1:07,55    |
| 7     | SUI  | Christian Brunner  | 1:07,71    |
| 8     | URS  | Eduard Rapp        | 1:07,73    |

Teilnehmer: 32 Zeitfahrer
Finale am 31. August

### Tandem
| Platz | Land | Athleten                           |
| ----- | ---- | ---------------------------------- |
| 1     | URS  | Wladimir Semenez Igor Zelowalnikow |
| 2     | GDR  | Jürgen Geschke Werner Otto         |
| 3     | POL  | Andrzej Bek Benedykt Kocot         |
| 4     | FRA  | Daniel Morelon Pierre Trentin      |
| 5     | TCH  | Ivan Kučírek Vladimir Popelka      |
| 5     | BEL  | Manu Snellinx Noël Soetaert        |
| 5     | FRG  | Jürgen Barth Rainer Müller         |
| 5     | NED  | Klaas Balk Peter van Doorn         |

Teilnehmer: 14 Mannschaften
Finale am 4. September

### 4000 m Einerverfolgung
| Platz | Land | Athlet                  |
| ----- | ---- | ----------------------- |
| 1     | NOR  | Knut Knudsen            |
| 2     | SUI  | Xaver Kurmann           |
| 3     | FRG  | Hans Lutz               |
| 4     | AUS  | John Christopher Bylsma |
| 5     | COL  | Luis Díaz               |
| 5     | ITA  | Luciano Borgognoni      |
| 5     | ARG  | Carlos Miguel Álvarez   |
| 5     | NED  | Roy Schuiten            |

Teilnehmer: 28 Verfolger
Finale am 1. September
|  | Viertelfinale | Viertelfinale |              |              | Halbfinale       | Halbfinale |  |  | Finale | Finale |
|  |               |               |              |              |                  |            |  |  |        |        |
|  | 31. August    |               |              |              |                  |            |  |  |        |        |
|  | Kurmann       | 4:50,54       |              |              |                  |            |  |  |        |        |
|  | Kurmann       | 4:50,54       | 1. September |              |                  |            |  |  |        |        |
|  | Borgognoni    | 4:52,31       |              |              |                  |            |  |  |        |        |
|  | Borgognoni    | 4:52,31       | Kurmann      | 4:47,04      |                  |            |  |  |        |        |
|  |               |               | Kurmann      | 4:47,04      |                  |            |  |  |        |        |
|  |               | Bylsma        | 4:47,41      |              |                  |            |  |  |        |        |
|  | Bylsma        | Bylsma        | 4:47,41      | 4:50,47      |                  |            |  |  |        |        |
|  | Bylsma        |               |              | 4:50,47      |                  |            |  |  |        |        |
|  | Schuiten      | 4:52,16       |              | 1. September | 1. September     |            |  |  |        |        |
|  |               |               | Kurmann      | 4:51,96      |                  |            |  |  |        |        |
|  |               |               |              | Knudsen      | 4:45,74          |            |  |  |        |        |
|  | Lutz          | 4:56,17       |              |              |                  |            |  |  |        |        |
|  | Alvarez       | 4:57,09       |              |              |                  |            |  |  |        |        |
|  | Alvarez       | 4:57,09       | Lutz         | eingeholt    |                  |            |  |  |        |        |
|  |               |               | Lutz         | eingeholt    | Spiel um Platz 3 |            |  |  |        |        |
|  |               | Knudsen       | 4:45,57      |              |                  |            |  |  |        |        |
|  | Knudsen       | Knudsen       | 4:45,57      | 4:47,43      | Bylsma           | 4:54,93    |  |  |        |        |
|  | Knudsen       |               |              | 4:47,43      | Bylsma           | 4:54,93    |  |  |        |        |
|  | Díaz          | eingeholt     |              | Lutz         | 4:50,80          |            |  |  |        |        |
|  | Díaz          | eingeholt     |              |              | 4:50,80          |            |  |  |        |        |
|  |               |               |              |              |                  |            |  |  |        |        |

### 4000 m Mannschaftsverfolgung
| Platz | Land | Athleten                                                                                           |
| ----- | ---- | -------------------------------------------------------------------------------------------------- |
| 1     | FRG  | Jürgen Colombo Günter Haritz Udo Hempel Günther Schumacher Halbfinale: Peter Vonhof                |
| 2     | GDR  | Thomas Huschke Heinz Richter Herbert Richter Uwe Unterwalder                                       |
| 3     | GBR  | Michael Bennett Ian Hallam Ronald Keeble William Moore                                             |
| 4     | POL  | Bernard Kręczyński Paweł Kaczorowski Janusz Kierzkowski Mieczysław Nowicki Vorlauf: Jerzy Głowacki |
| 5     | BUL  | Nikifor Petrow Plamen Timtschew Dimo Angelow Iwan Stanoew                                          |
| 5     | SUI  | Martin Steger Xaver Kurmann René Savary Christian Brunner                                          |
| 5     | NED  | Ad Dekkers Gerard Kamper Herman Ponsteen Roy Schuiten                                              |
| 5     | URS  | Wiktor Bykow Wladimir Kusnezow Anatoli Stepanenko Alexander Judin                                  |

Teilnehmer: 22 Mannschaften
Finale am 4. September
|  | Viertelfinale  | Viertelfinale  |                |              | Halbfinale       | Halbfinale |  |  | Finale | Finale |
|  |                |                |                |              |                  |            |  |  |        |        |
|  | 2. September   |                |                |              |                  |            |  |  |        |        |
|  | Großbritannien | 4:25,23        |                |              |                  |            |  |  |        |        |
|  | Großbritannien | 4:25,23        | 3. September   |              |                  |            |  |  |        |        |
|  | Niederlande    | 4:26,11        |                |              |                  |            |  |  |        |        |
|  | Niederlande    | 4:26,11        | Großbritannien | eingeholt    |                  |            |  |  |        |        |
|  |                |                | Großbritannien | eingeholt    |                  |            |  |  |        |        |
|  |                | BR Deutschland |                |              |                  |            |  |  |        |        |
|  | BR Deutschland | 4:24,49        |                |              |                  |            |  |  |        |        |
|  | BR Deutschland | 4:24,49        |                |              |                  |            |  |  |        |        |
|  | Bulgarien      | 4:31,55        |                | 3. September | 3. September     |            |  |  |        |        |
|  |                |                | BR Deutschland | 4:22,14      |                  |            |  |  |        |        |
|  |                |                |                | DDR          | 4:25,25          |            |  |  |        |        |
|  | Polen          | 4:25,72        |                |              |                  |            |  |  |        |        |
|  | Sowjetunion    | 4:26,75        |                |              |                  |            |  |  |        |        |
|  | Sowjetunion    | 4:26,75        | Polen          | 4:26,39      |                  |            |  |  |        |        |
|  |                |                | Polen          | 4:26,39      | Spiel um Platz 3 |            |  |  |        |        |
|  |                | DDR            | 4:23,14        |              |                  |            |  |  |        |        |
|  | DDR            | DDR            | 4:23,14        | 4:23,26      | Großbritannien   | 4:23,78    |  |  |        |        |
|  | DDR            |                |                | 4:23,26      | Großbritannien   | 4:23,78    |  |  |        |        |
|  | Schweiz        | 4:26,44        |                | Polen        | 4:26,06          |            |  |  |        |        |
|  | Schweiz        | 4:26,44        |                |              | 4:26,06          |            |  |  |        |        |
|  |                |                |                |              |                  |            |  |  |        |        |